# Постоянный координатор ООН
Постоянный координатор ООН — самый высокий ранг представителей системы развития ООН на страновом уровне. Постоянные координаторы возглавляют Страновые команды ООН и координируют деятельность Организации по оказанию поддержки странам в реализации Повестки 2030.
Постоянные координаторы назначаются Генеральным секретарём и имеют перед ним прямую подотчётность.